# 北区立桐ケ丘郷小学校
北区立桐ケ丘郷小学校（きたくりつ きりがおかさとしょうがっこう）は、東京都北区桐ケ丘1丁目にある公立小学校。

## 概要
- 本校は、東京都北区立学校第二次（平成14年度）適正配置方針に基づき、2002年（平成14年）4月1日、桐ケ丘小学校と桐ケ丘北小学校を統合し、開校した[1]。

## 沿革
- 2002年（平成14年）
  - 4月1日 - 桐ケ丘小学校と桐ケ丘北小学校を統合し、開校。開校時点の児童数は195名、学級数8（普通6、心障2）。
  - 時期不明 - 校歌・校章制定。
  - 時期不明 - 開校記念式典挙行。
- 2003年（平成15年）度 - 郷っ子ネットワーク創設。
- 2004年（平成16年）度 - 校庭芝生化。
- 2005年（平成17年）度 - 国語の少人数学習実施。
- 2006年（平成18年）度 - 壁面緑化。開校5周年記念行事開催。
- 2007年（平成19年）度 - プール改修。冷暖房機設置。
- 2008年（平成20年）度 - 桐ケ丘中央公園の壁画を作成。
- 2011年（平成23年）度 - 北区・酒田市児童交流。ビオトープ完成。
- 2012年（平成24年）度 - 開校10周年記念式典挙行。
- 2014年（平成26年）度 - 4教室増築工事実施。ビオトープ移設。
- 2022年（令和4年）
  - 7月12日 - 開校20周年記念航空写真撮影[2]。
  - 11月5日 - 開校20周年記念式典挙行[3]。

## 教育目標
- 思いやりのある子
- 深く考える子
- たくましい子

## 通学区域
出典
- 桐ケ丘1丁目（全域）
- 赤羽西6丁目（全域）
- 赤羽北3丁目（16番～27番）

## 進学先中学校
出典
公立中学校に進学する場合
- 北区立桐ケ丘中学校 - 桐ケ丘1丁目と赤羽北3丁目から通う児童の主な進学先中学校
- 北区立稲付中学校 - 赤羽西6丁目から通う児童の主な進学先中学校

## アクセス
- 国際興業バス「赤羽郷」バス停下車[6]後、
  - 「のりば1」から、徒歩約165m・約2～3分。
    - 発着系統は、「赤53」（ときわ台駅行）、「赤54-1」（赤羽郷先回り桐ケ丘循環）、「赤56」・「赤56-3」（中台三丁目経由高島平操車場行・志村坂上経由高島平操車場行・中台三丁目行・志村坂上経由中台三丁目行）の各系統。

  - 「のりば2」から、徒歩約180m・約3分。
    - 発着系統は、「赤53」系統（西が丘経由赤羽駅西口行）。

  - 「のりば3」から、約215m・約3～4分。
    - 発着系統は、「赤50」（王子駅行）、「赤51」・「赤57」・「赤57-2」（池袋駅東口行・豊島病院経由日大病院行・大和町行）、「赤80-2」・「赤93」・「赤96」（赤羽車庫行）の各系統。

  - 「のりば4」から、徒歩約185m・約3分。
    - 発着系統は、「赤93」（赤羽車庫発ときわ台駅行）、「赤96」（赤羽車庫発桐ケ丘体育館方面行）の各系統。

  - 「のりば5」から、徒歩約255m・約4分。
    - 「赤54」・「赤54-1」・「赤56」・「赤56-2」・「赤56-3」・「赤57」・「赤80-2」（トンネル経由赤羽駅西口行）の各系統。

  - なお、鉄道駅から「赤羽郷」バス停までの所要時間などは、電話にて問い合わせするか、国際興業バスホームページを参照。

## 学校周辺
本校は板橋区との区境線に近く、「◯」が付されている施設は板橋区に所在する。
- 都営桐ヶ丘一丁目アパート - 北区道をはさんで、敷地が隣接。
- 北区立桐ケ丘中央公園（南エリア） - 北区道をはさんで、敷地が隣接。
  - 桐ケ丘プール
- 北区立桐ケ丘児童館
- 北区立特別養護老人ホーム桐ヶ丘やまぶき荘（北区が設置し、社会福祉法人東京聖労院が運営する公設民営老人ホーム）
- 北区役所桐ケ丘地域振興室
- 北区立桐ケ丘中学校
- 北桐ケ丘郵便局
- 東京都住宅供給公社池袋支社桐ヶ丘管理人事務局
- 社会福祉法人つぼみ会・LIFE SCHOOL桐ケ丘こどものもり
- 北区立桐ケ丘中央公園（中央エリア）
- 桐ケ丘ふれあい館
- 桐ケ丘プレーパーク
- 桐ケ丘体育館
  - テニスコート
  - 弓道場
- 東京都道455号本郷赤羽線
- 善徳寺
- 大恩寺
- セブンイレブン北区赤羽西5丁目店
- 都営赤羽西五丁目アパート
- 逸生会大橋病院
- 北区立日の基保育園 - 進級前保育園のひとつ
- 養護老人ホーム日の基青老園
- 北区立桐ケ丘保育園
- 北区立赤羽西図書館
- 北区立桐ケ丘南保育園
- 赤羽自然観察公園
- 赤羽スポーツの森公園
  - 赤羽スポーツの森公園競技場グラウンド
- 北区道路公園管理事務所
- 東京都立桐ケ丘高等学校
- 社会福祉法人東京都福祉事業協会赤羽北のぞみ保育園
- 北区立袋小学校
- 北区立ふくろ幼稚園
- ◯板橋区立志村第二中学校
- ◯板橋区立さかうえ保育園
- この他、先述の都営アパート以外のアパート・マンションや公園・緑地なども点在する。